# فرد ألبين
فرد ألبين (بالإنجليزية: Fred Albin)‏ هو مهندس الصوت أمريكي، ولد في 11 ديسمبر 1903 في الولايات المتحدة، وتوفي في 3 مايو 1968.

## وصلات خارجية
- فرد ألبين على موقع IMDb (الإنجليزية)